# Chryseida inopinata
Chryseida inopinata is een vliesvleugelig insect uit de familie Eurytomidae. De wetenschappelijke naam is voor het eerst geldig gepubliceerd in 1907 door Brues.